# Amostras lunares do Brasil

Bandeira do Brasil

As amostras lunares do Brasil são duas placas comemorativas que consistem em pequenos fragmentos de espécimes lunares trazidos de volta com as missões lunares Apollo 11 e Apollo 17 e dados na década de 1970 ao povo do Brasil pelo presidente dos Estados Unidos, Richard Nixon, como presentes de boa vontade.

## Descrição

### Apollo 11
A placa do pódio comemorativa da exibição de amostra lunar da Apollo 11 do Brasil consiste em quatro espécimes de partículas do tamanho de arroz "Pedra da Lua" que foram coletados pelos astronautas da Apollo 11 Neil Armstrong e Buzz Aldrin em 1969 e uma pequena bandeira brasileira que foi até a Lua e voltou.
Os quatro "Pedras Lunares" pesam cerca de 0,05 gramas no total e são encerradas em um botão de plástico transparente do tamanho de uma moeda que é montado em uma placa de madeira de aproximadamente um pé quadrado em um pequeno pódio exibição pedestal. A pequena placa do pódio exibe também uma pequena bandeira do Brasil que foi levada à Lua e de volta na Apollo 11, que fica logo abaixo das "rochas lunares da boa vontade". A pequena placa do pódio foi entregue ao povo do Brasil como um presente pelo Presidente dos Estados Unidos, Richard Nixon. Mostradores lunares semelhantes também foram distribuídos a todos os estados dos Estados Unidos e todos os países do mundo.

### Apollo 17

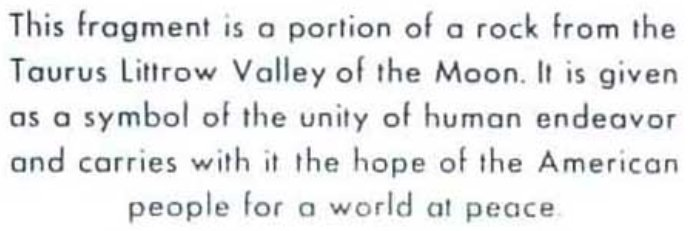
Mensagem na placa da Apollo 17

A amostra lunar da Brasil Apollo 17 exibe placa comemorativa de madeira (10 por 14 polegadas) consiste em um espécime de partícula de "rocha lunar" que foi cortado do basalto lunar 70017 e uma bandeira brasileira . O basalto 70017 foi coletado pelo astronauta Harrison Schmitt da Apollo 17 na Lua em 1972. Uma vez que o basalto lunar 70017 foi trazido de volta à Terra da Lua, a rocha lunar de basalto foi cortada em pequenos fragmentos de aproximadamente 1 grama. O espécime foi envolvido em uma bola de plástico e afixado na placa de madeira junto com a bandeira brasileira que havia sido levada à Lua e de volta pela tripulação da Apollo 17. O display de placas de madeira foi então distribuído em 1973 pelo presidente Richard Nixon para o Brasil, assim como fez naquele ano para todos os países do mundo e todos os estados dos Estados Unidos (o mesmo que para os presentes de display de placas da Apollo 11) . Isso foi feito como um gesto de boa vontade para promover a paz e a harmonia.

## História

O Museu Dom Diogo de Souza de Bage fica no Rio Grande do Sul

A placa de exposição da “pedra da lua da boa vontade” da Apollo 17 do Brasil foi apresentada pelo presidente dos Estados Unidos, Richard Nixon, ao presidente brasileiro Emilio Medici Garrastazu, de Bagé, em 1972. Garrastazu doou a placa comemorativa à família Taborda, encarregada do Museu Dom Diogo de Souza de Bagé, que a mantém desde então. Bartira Taborda, filha do fundador do museu, declarou que o museu foi muito homenageado e ficou muito orgulhosa em receber tão grande doação para o museu. A exibição da placa da “Goodwill Moon rock” da Apollo 17 do Brasil causou muita empolgação e orgulho para a cidade de Bage e o estado do Rio Grande do Sul no Brasil.
O prédio em que a amostra lunar da Apollo 17 do Brasil está armazenada é uma estrutura dilapidada do século XIX. O prédio agora está fechado devido à sua necessidade crítica de reparos. Em 2000, o museu considerou vender a placa de exibição da "pedra da lua da boa vontade" da Apollo 17 do Brasil, mas houve muito alvoroço e resistência a essa ideia por parte dos residentes de Bage. O curador principal e superintendente do museu desistiu da ideia de vender a placa de exibição da "pedra da lua da boa vontade" da Apollo Brasil 17 e cogitou outras formas de arrecadar fundos. O museu agora se considera um guarda de honra especial sobre uma peça tão única. A placa de exposição da "pedra da lua da boa vontade" da Apollo 17 do Brasil foi exibida ao público em ocasiões selecionadas nos últimos 30 anos e é mantida em um cofre seguro.